# Réserve de faune de la Nyanga-Nord
La réserve de la Nyanga-Nord est une réserve naturelle de faune de la République du Congo. Elle est située près du fleuve Kouilou-Niari et à environ 350 kilomètres de Brazzaville, la capitale du pays.

## Histoire
Cette réserve a été en 1956 sous la direction du gouvernement français et de l'UICN dans le cadre du développement durable et dans la protection des animaux.

## Géographie
Elle est localisée au sud-ouest de la République du Congo dans le département du Niari près de la ville de Dolisie. Les temperatures sont très variées.